# Amphicallia pratti
Amphicallia pratti là một loài bướm đêm thuộc phân họ Arctiinae, họ Erebidae.